# 락인앰플리파이어

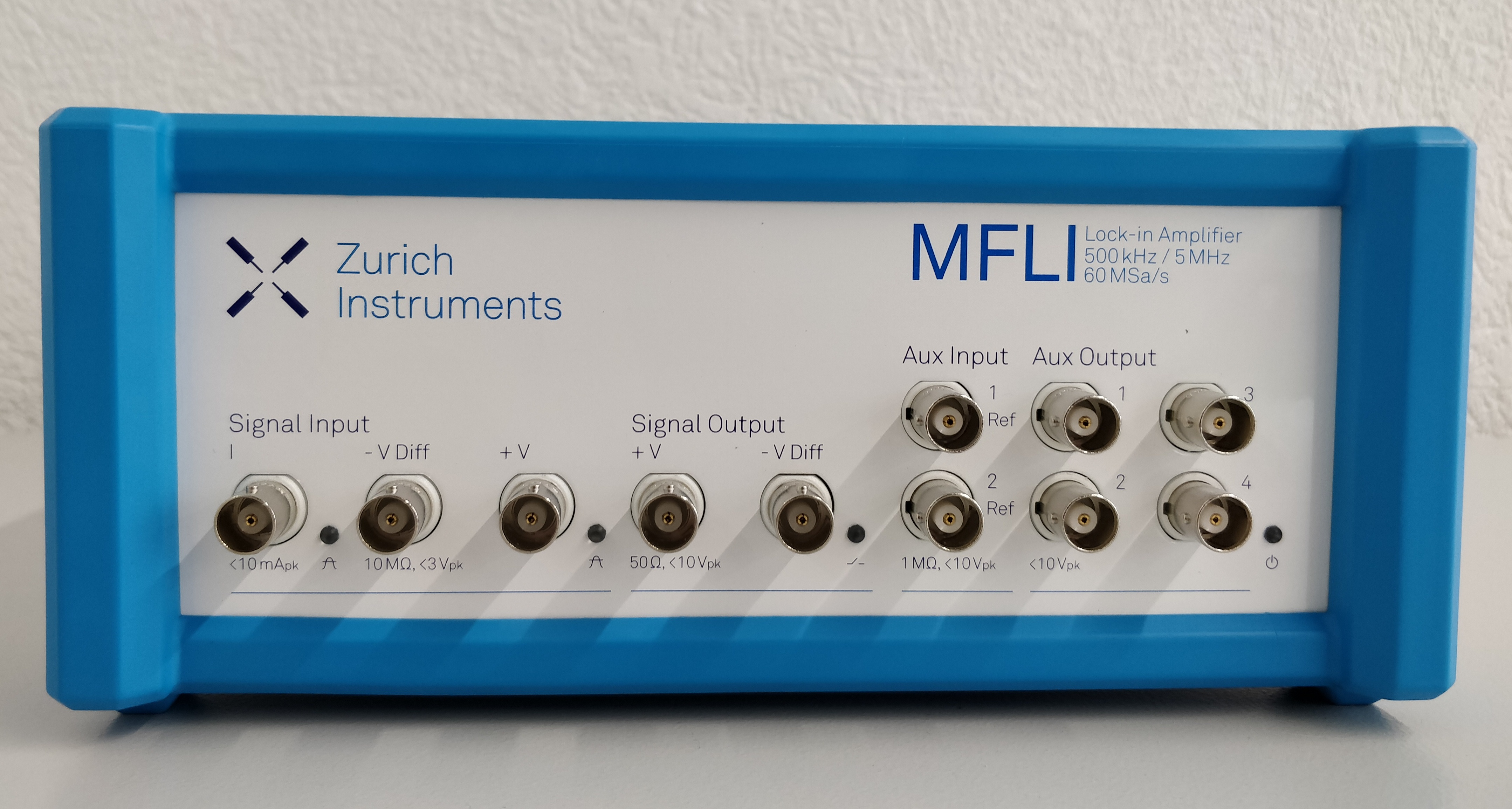
락인앰플리파이어 사진

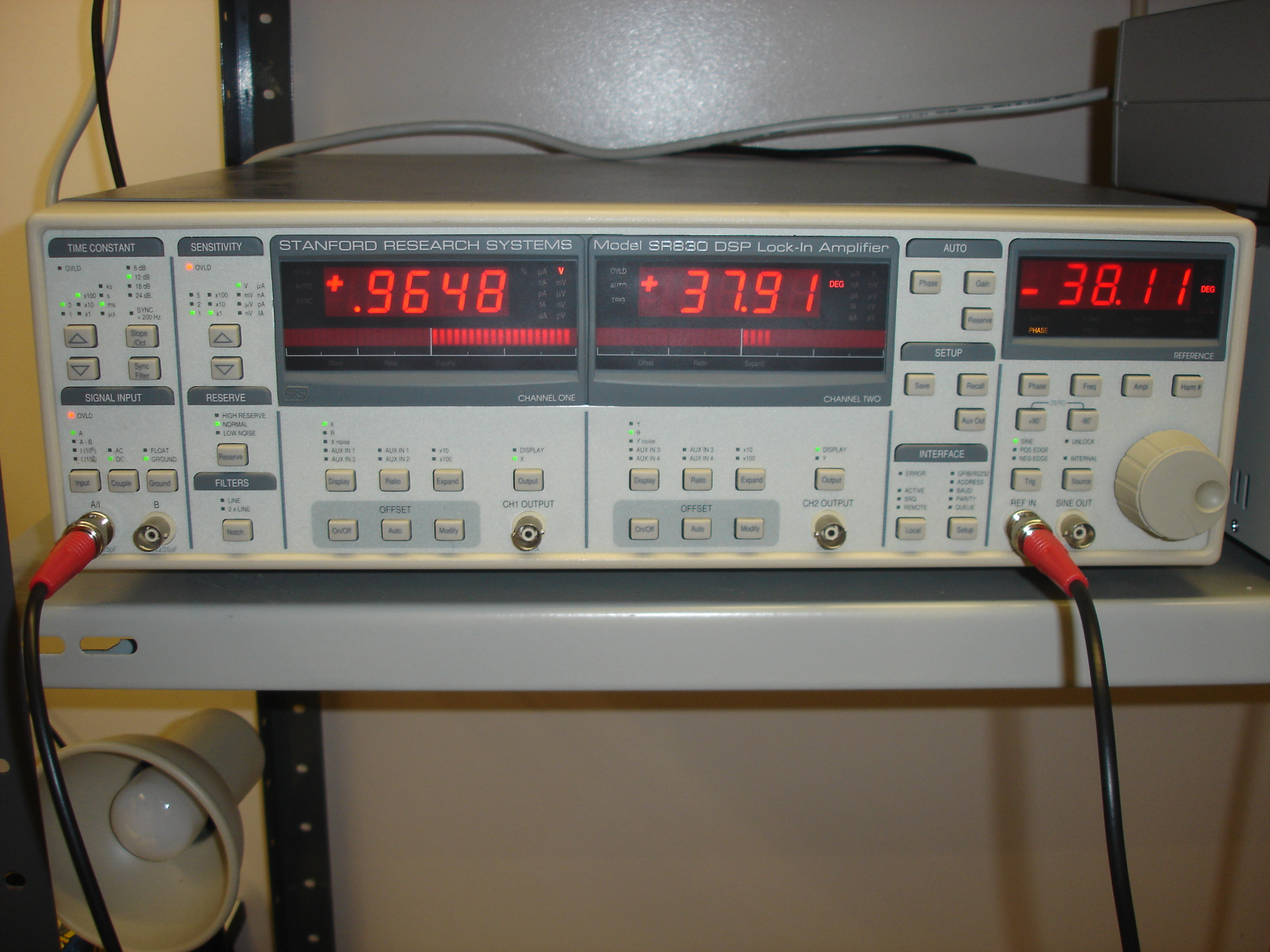
락인앰플리파이어의 예

락인앰플리파이어는 잡음이 많은 환경에서 알고 있는 반송파로 신호를 추출할 수 있는 증폭기 유형이다. 계측기의 다이나믹리저브에 따라, 잠재적으로 주파수가 상당히 가까운 노이즈 성분보다, 최대 100만 배 작은 신호를 여전히 안정적으로 감지할 수 있다. 이것은 기본적으로 종종 차단 주파수와 필터 오더를 조정할 수 있는 저역 통과 필터가 뒤따르는 호모다인 검출기이다. 기존의 락인앰플리파이어는 복조를 위해 아나로그 주파수 믹서 와 [./Https://en.wikipedia.org/wiki/RC%20circuit RC 필터]를 사용하는 반면, 최신의 장비는 FPGA와 같이 고속 디지털 신호 처리에 의해 두 단계를 모두 구현한다. 일반적으로 사인 및 코사인 복조는 동시에 수행되며, 때로는 이중 위상 복조라고도 한다. 이를 통해 인페이스성분 및 쿼드러처성분을 추출할 수 있으며, 이 구성요소는 극좌표, 즉 진폭 및 위상으로 전송되거나 복소수의 실수 및 허수 부분으로 추가 처리될 수 있다(예: 복소 FFT 분석의 경우).
이 장치는 신호가 크고 신호 대 잡음비가 높으며 추가 개선이 필요하지 않은 경우에도, 위상 변이를 측정하는 데 자주 사용된다.
낮은 신호 대 잡음비에서 신호를 복구하려면 수신된 신호와 동일한 주파수를 가진 강력하고 깨끗한 참조 신호가 필요하다. 이것은 많은 실험의 경우가 아니므로 장비는 제한된 상황에서만 노이즈에 묻혀 있는 신호를 복구할 수 있다.
락인앰플리파이어는 일반적으로 제품을 판매하기 위해 Princeton Applied Research(PAR) 회사를 설립 프린스턴 대학교 물리학자 로버트 헨리 딕이 발명한 것으로 믿어진다. 그러나 Martin Harwit 과의 인터뷰에서 Dicke는 종종 장치 발명의 공로를 인정받기도 하지만 브린마 칼리지 교수 월터 C. M미첼스가 작성한 과학 장비 리뷰에서 이에 대해 읽었다고 한다. 이것은 Michels와 Curtis의 1941년 기사일 수 있으며 CR Cosens의 1934년 기사를 인용하고 1949년 CA Stutt가 작성한 또 다른 시대를 초월한 기사이다.

## 기본 원리들

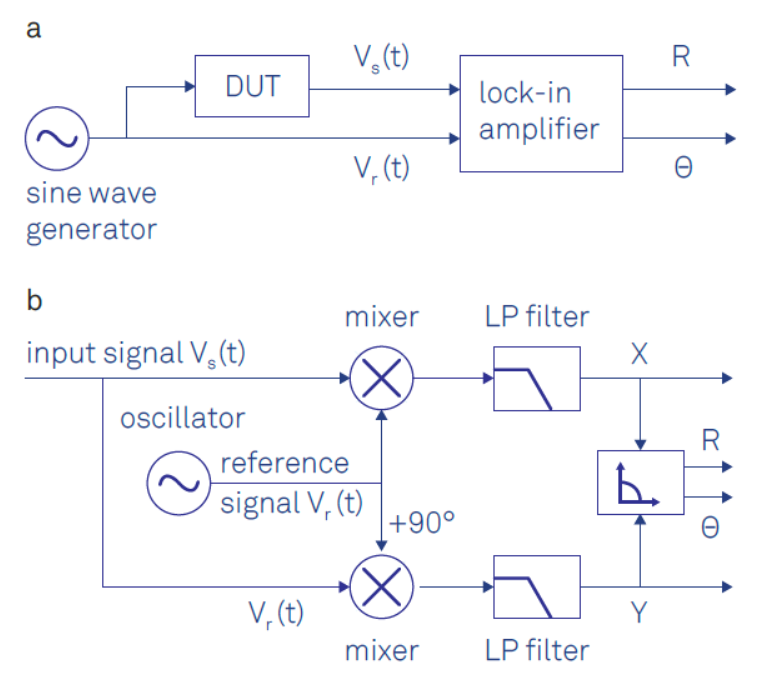
락인앰플리파이어 동작원리 사진

락인앰플리파이어의 작동은 사인파 함수의 직교성에 의존한다. 특히, 주파수 f 1 의 정현파 함수에 f 1 과 같지 않은 주파수 f 2 의 다른 정현파 함수를 곱하고 두 함수의 주기보다 훨씬 긴 시간에 걸쳐 적분적분하면 결과는 0이다. 대신 f 1 이 f 2 이고 두 기능이 동위상일 때 평균값은 진폭 곱의 절반과 같다.
본질적으로, 락인앰플리파이어는 입력 신호를 참조 신호(내부 발진기 또는 외부 소스에서 제공됨)와 곱하고 일반적으로 밀리초에서 몇 초 정도의 지정된 시간 동안 통합한다. 그 결과 신호는 기준 신호와 동일한 주파수가 아닌 모든 신호의 기여가 0에 가깝게 감쇠되는 DC 신호이다. 기준 신호와 동일한 주파수를 갖는 신호의 역위상 성분도 감쇠되어(사인 함수가 동일한 주파수의 코사인 함수와 직교하기 때문에) 위상 감지 검출기를 잠근다.
사인 기준 신호 및 입력 파형의 경우 {\displaystyle U_{\text{in}}(t)}, DC 출력 신호 {\displaystyle U_{\text{out}}(t)} 아날로그 락인앰플리파이어에 대해 다음과 같이 계산할 수 있다.
{\displaystyle U_{\text{out}}(t)={\frac {1}{T}}\int _{t-T}^{t}\sin \left[2\pi f_{\text{ref}}\cdot s+\varphi \right]U_{\text{in}}(s)\,ds,}
여기서 φ는 잠금에서 설정할 수 있는 위상이다(기본적으로 0으로 설정됨).
평균 시간 T 가 잡음과 같은 원하지 않는 부분을 모두 억제하고 기준 주파수의 두 배에서 변동을 억제하기에 충분히 큰 경우(예: 신호 주기보다 훨씬 큼) 출력은 다음과 같다.
{\displaystyle U_{\text{out}}={\frac {1}{2}}V_{\text{sig}}\cos \theta ,}
어디 {\displaystyle V_{\text{sig}}}는 기준 주파수에서의 신호 진폭이고, {\displaystyle \theta } 신호와 기준 사이의 위상차이다.
락인앰플리파이어의 많은 애플리케이션은 기준 신호에 대한 상대적 위상이 아닌 신호 진폭만 복구하면 된다. 소위 단상 락인앰플리파이어라고 하는 간단한 경우 위상 차이는 전체 신호를 얻기 위해 (보통 수동으로) 0으로 조정된다.
더 발전된 소위 2상 락인앰플리파이어에는 이전과 동일한 계산을 수행하지만 추가로 90° 위상 변이가 있는 두 번째 감지기가 있다. 따라서 하나에는 두 개의 출력이 있다. {\displaystyle X=V_{\text{sig}}\cos \theta } "동상" 구성요소라고 하며, {\displaystyle Y=V_{\text{sig}}\sin \theta } "구적" 구성 요소. 이 두 가지 양은 신호를 잠금 기준 발진기에 대한 벡터로 나타낸다. 신호 벡터의 크기( R )를 계산하면 위상 종속성이 제거된다.
{\displaystyle R={\sqrt {X^{2}+Y^{2}}}=V_{\text{sig}}.}
위상은 다음에서 계산할 수 있다.
{\displaystyle \theta =\arctan \left({\frac {Y}{X}}\right).}

## 디지털 락인앰플리파이어
오늘날 대부분의 락인앰플리파이어는 고성능 DSP( 디지털 신호 처리를 기반으로 한다. 지난 20년 동안 디지털 락인앰플리파이어는 전체 주파수 범위에서 아날로그 모델을 대체하여 사용자가 최대 600MHz의 주파수까지 측정할 수 있도록 한다. 최초의 디지털 락인앰플리파이어의 초기 문제(예: 입력 커넥터의 디지털 클록 노이즈 존재)는 개선된 전자 부품과 더 나은 기기 설계를 사용하여 완전히 제거할 수 있다. 오늘날의 디지털 락인앰플리파이어는 주파수 범위, 입력 잡음, 안정성 및 동적 예비와 같은 모든 관련 성능 매개변수에서 아날로그 모델보다 성능이 뛰어나다. 더 나은 성능 외에도 디지털 락인앰플리파이어에는 여러 개의 복조기가 포함될 수 있으므로 다른 필터 설정으로 또는 여러 다른 주파수에서 동시에 신호를 분석할 수 있다. 또한 실험 데이터는 오실로스코프, FFT 스펙트럼 분석기, 박스카 평균기 등의 추가 도구를 사용하여 분석하거나 내부 PID 컨트롤러를 사용하여 피드백을 제공하는 데 사용할 수 있다. 디지털 락인앰플리파이어의 일부 모델은 컴퓨터로 제어되며 그래픽 사용자 인터페이스 (플랫폼 독립적인 브라우저 사용자 인터페이스일 수 있음 ) 및 프로그래밍 인터페이스 선택 기능이 있다.

## 시끄러운 환경에서 신호 측정

일반적인 실험 설정

신호 복구는 잡음 이 신호보다 훨씬 더 넓은 범위의 주파수에 걸쳐 퍼지는 경우가 많다는 사실을 이용한다. 가장 단순한 백색잡음의 경우, 잡음의 제곱평균제곱근 이 복구할 신호의 10 3 배라고 해도 측정기의 대역폭을 신호 주변에서 10 6 보다 훨씬 더 크게 줄일 수 있다면 주파수가 낮으면 장비가 소음에 상대적으로 둔감해질 수 있다. 일반적인 100에서 MHz 대역폭(예: 오실로스코프), 100보다 훨씬 좁은 너비의 대역통과 필터 Hz는 이것을 달성할 것이다. 락인앰플리파이어의 평균 시간은 대역폭을 결정하고 1 미만의 매우 좁은 필터를 허용한다. 그러나 이것은 신호의 변화에 대한 느린 응답의 대가이다.
요약하면, 시간 영역에서 잡음과 신호를 구별할 수 없는 경우에도 신호가 일정한 주파수 대역을 갖고 그 대역 내에서 큰 잡음 피크가 없다면 잡음과 신호는 주파수 영역에서 충분히 분리될 수 있다.
신호가 느리게 변하거나 일정하지 않으면(기본적으로 DC 신호) 일반적으로 1/ <i id="mwcw">f</i> 노이즈 가 신호를 압도한다. 그런 다음 외부 수단을 사용하여 신호를 변조해야 할 수 있다. 예를 들어, 밝은 배경에 대해 작은 광 신호를 감지할 때 신호는 1/f 노이즈가 크게 떨어지도록 충분히 큰 주파수에서 초퍼 휠, 음향 광학 변조기, 광탄성 변조기에 의해 변조될 수 있다. -in 증폭기는 변조기의 작동 주파수를 참조한다. 원자력 현미경의 경우 나노미터 및 피코뉴턴 분해능을 달성하기 위해 캔틸레버 위치는 고정 증폭기가 다시 참조되는 고주파수에서 변조된다.
잠금 기술이 적용될 때 락인앰플리파이어는 일반적으로 작동 주파수의 평균 제곱근 신호만 감지하기 때문에 신호 보정에 주의해야 한다. 사인파 변조의 경우 다음 요인이 도입된다. {\displaystyle {\sqrt {2}}} 락인앰플리파이어 출력과 신호의 피크 진폭 사이, 그리고 비정현파 변조에 대한 다른 요인이다.
비선형 시스템의 경우 변조 주파수의 더 높은 고조파가 나타난다. 간단한 예는 라인 주파수의 두 배에서 변조되는 기존 전구의 빛이다. 일부 락인앰플리파이어는 이러한 더 높은 고조파를 개별적으로 측정할 수도 있다.
또한 감지된 신호의 응답 폭(유효 대역폭)은 변조의 진폭에 따라 달라진다. 일반적으로 선폭/변조 기능은 단조 증가하는 비선형 동작을 갖는다.

## 간행물
- Scofield, John H. (February 1994). “Frequency-domain description of a lock-in amplifier”. 《American Journal of Physics》 (AAPT) 62 (2): 129–133. Bibcode:1994AmJPh..62..129S. doi:10.1119/1.17629.

- Jaquier, Pierre-Alain; Jaquier, Alain (March 1994). “Multiple-channel digital lock-in amplifier with PPM resolution”. 《Review of Scientific Instruments》 (AIP) 65 (3): 747. Bibcode:1994RScI...65..747P. doi:10.1063/1.1145096.
- Wang, Xiaoyi (1990). “Sensitive digital lock-in amplifier using a personal computer”. 《Review of Scientific Instruments》 (AIP) 61 (70): 1999–2001. Bibcode:1990RScI...61.1999W. doi:10.1063/1.1141413.
- Wolfson, Richard (June 1991). “The lock-in amplifier: A student experiment”. 《American Journal of Physics》 (AAPT) 59 (6): 569–572. Bibcode:1991AmJPh..59..569W. doi:10.1119/1.16824.
- Dixon, Paul K.; Wu, Lei (October 1989). “Broadband digital lock-in amplifier techniques”. 《Review of Scientific Instruments》 (AIP) 60 (10): 3329. Bibcode:1989RScI...60.3329D. doi:10.1063/1.1140523.
- van Exter, Martin; Lagendijk, Ad (March 1986). “Converting an AM radio into a high-frequency lock-in amplifier in a stimulated Raman experiment”. 《Review of Scientific Instruments》 (AIP) 57 (3): 390. Bibcode:1986RScI...57..390V. doi:10.1063/1.1138952.
- Probst, P. A.; Collet, B. (March 1985). “Low-frequency digital lock-in amplifier”. 《Review of Scientific Instruments》 (AIP) 56 (3): 466. Bibcode:1985RScI...56..466P. doi:10.1063/1.1138324.
- Temple, Paul A. (1975). “An introduction to phase-sensitive amplifiers: An inexpensive student instrument”. 《American Journal of Physics》 (AAPT) 43 (9): 801–807. Bibcode:1975AmJPh..43..801T. doi:10.1119/1.9690.
- Burdett, Richard (2005). “Amplitude Modulated Signals - The Lock-in Amplifier”. 《Handbook of Measuring System Design》 (Wiley). doi:10.1002/0471497398.mm588. ISBN 978-0-470-02143-9.